# Vịnh Aomori
Vịnh Aomori (青森湾 Aomori-wan)  là một vịnh nằm ở phía bắc của đảo Honshu, Nhật Bản. Nó được coi là một phần của Vịnh Mutsu lớn hơn.

## Địa lý
Vịnh Aomori là một vịnh nằm ở phía tây bên trong bán đảo Natsudomari nhô ra ở trung tâm bờ biển phía nam của vịnh Mutsu. Vịnh giáp với bán đảo Tsugaru ở phía tây và bến cảng Aomori ở phía nam.

## Động vật và thực vật
Emplectonema kandai là một loài giun ruy băng phát quang sinh học được tìm thấy ở vịnh Aomori ở độ sâu 35 đến 40 mét, cuộn mình trên những con mực biển Chelyosoma.